# Forgotten Tomb
Forgotten Tomb est un groupe de black et doom metal italien, originaire de Plaisance, en Émilie-Romagne.

## Biographie
Forgotten Tomb est formé en 1999 par Herr Morbid (guitare, voix, batterie et programmation) et Torment (basse). Herr Morbid se retrouve rapidement seul, et le one-man-band délivre dès le départ une musique considérée froide, haineuse, misanthrope et dépressive. Avec la sortie en 2000 de leur premier enregistrement officiel, leur promotionnelle Obscura Arcana Mortis, éditée à 215 exemplaires, le groupe se voit attribuer d'une réputation suicidaire en vue de cet opus violent et misanthrope. Sa pochette est censurée (elle représentait un bébé avec un pistolet dans la bouche, s'apprêtant à tirer). Après cette période solitaire et la sortie d'une cassette promotionnelle, Sebstmord Services contacte Herr Morbid pour la production. 
En 2002 sort Songs to Leave, l'un des albums les plus reconnus de Forgotten Tomb, fortement inspiré par les débuts de Dolorian, Burzum (période Filosofem) et Shining,. Cet album est plus dépressif, plus doom que le dernier, avec des rythmes plus lents, plus lourd, des morceaux atteignant dix minutes de moyenne, une musique qualifiée parfois d'assez répétitive. Il sera réédité chez Adipocere Records en 2005. Juste après, Wedebrand (ex-batteur de Shining) vient se joindre à Herr Morbid. Leur album Springtime Depression, enregistré et mixé aux Abyss Studios, est publié en 2003,. 
En 2006, le groupe signe avec le label Avantgarde Music , et publie la même année une réédition de l'album Springtime Depression. Des voix claires sont présentes sur ce dernier. Forgotten Tomb quitte peu à peu les atmosphères oppressantes et sombres, en laissant un peu de lumière percer le noir (la fin de Blood and Concrete). À la fin de 2006, le groupe annonce l'album Negative Megalomanian, qui sera publié en 2007. Cet album, moins répétitif que le dernier, mélange la violence de l'expérience de la promo Mortis, et la dépression du premier véritable album. C'est le plus noir méfait de Herr Morbid. Wedebrand quitte ensuite le groupe, et Herr Morbid, qui souhaite alors se produire sur scène, décide de recruter des musiciens : Razor SK (guitare), Algol (basse) et Asher (batterie) répondent à l'appel. En 2004 sort l'album Love's Burial Ground, livré dans deux éditions : l'une édition normale avec la pochette censurée du premier opus et l'autre en édition collector avec un fourreau en argent.
Une compilation, Vol.5 1999–2009, qui contient des réenregistrements et les reprises de Nirvana et Black Flag, est publiée le 16 août 2010 au label Avantgarde Music. En 2011, le groupe publie un nouvel album studio intitulé Under Saturn Retrograde. Forgotten Tomb revient en 2015 avec la sortie de l'album Hurt Yourself and the Ones You Love, qui contient à nouveau du black et du doom metal, cependant différent des trois premiers albums.

## Membres

### Membres actuels
- Herr Morbid – chant, guitare
- Razor SK – guitare
- Algol – basse
- Asher – batterie

### Anciens membres
- Torment – basse
- Wudang – guitare de session
- Wedebrand – batterie de session

## Discographie

### Albums studio
- 2002 : Songs to Leave
- 2003 : Springtime Depression
- 2004 : Love's Burial Ground
- 2007 : Negative Megalomania
- 2011 : Under Saturn Retrograde
- 2012 : ...And Don't Deliver Us From Evil
- 2015 : Hurt Yourself and the Ones You Love
- 2017 : We Owe You Nothing
- 2020 : Nihilistic Estrangement
- 2024 : Nighfloating

Album live
2014 : Darkness In Stereo (Eine Symphonie Des Todes)

### EP
- 2000 : Obscura Arcana Mortis